# Хубавка и звяра
„Хубавка и звяра“ е български игрален филм от 1984 година на режисьора Нина Минкова.

## Актьорски състав
Роли във филма изпълняват актьорите:
- Добринка Станкова – Хубавка
- Юрий Яковлев – бащата
- Юрий Ангелов – звярът
- Даринка Митова
- Силва Аврамова